# NGC 469
NGC 469 là một thiên hà xoắn ốc trong chòm sao Song Ngư. Với khoảng cách của nó cách Trái Đất khoảng 167 triệu năm ánh sáng, nó được Albert Marth phát hiện vào năm 1864.